# Crossroads (película de 2002)
Crossroads (conocida para su distribución en español como Amigas para siempre o Crossroads: hasta el final) es una película de carretera, romance y comedia dramática de 2002 estadounidense dirigida por Tamra Davis, lanzada bajo la distribución de Paramount Pictures. El filme nominado a los Premios Golden Rapsberry como “Peor Filme del año”, narra el viaje de un grupo de jóvenes alrededor de Estados Unidos para llegar a Los Ángeles, California. 
La película, basada en el guion Friends are Forever de Shonda Rhimes, está protagonizada por la cantante Britney Spears, siendo éste su debut cinematográfico, Zoe Saldaña, Taryn Manning y Anson Mount. El filme se reestrenó en cines el 23 de octubre de 2023, junto a una nueva banda sonora. 
Netflix anunció el 22 de enero de 2024 a través de Instagram que esta película nunca ha estado disponible en streaming pero que eso estaba a punto de cambiar colocando fecha de estreno para el 15 de febrero, a nivel mundial.   

## Sinopsis
La película comienza con la imagen de tres amigas de 10 años: Lucy, Kit y Mimi, en medio del bosque a media noche, donde entierran una caja con sus mayores deseos: Lucy entierra una medalla con la foto de su madre, quien la abandonó junto a su padre cuando era muy pequeña y anhela volver a verla; Kit entierra su muñeca favorita vestida de novia, pues su sueño es casarse, por sobre todas las cosas; y Mimi entierra un llavero con un globo terráqueo, ya que su mayor ilusión es viajar a todos los rincones de la Tierra. Con todos sus objetos preciados, entierran también una foto de las tres juntas jurando que serán grandes amigas para toda la vida y en el momento acuerdan desenterrar la cajita la noche de su graduación de la preparatoria.
Sin embargo, pasan los años y su amistad se ha debilitado debido a múltiples diferencias especialmente en la preparatoria. Kit es ahora la chica más popular y se burla de Mimi y Lucy por no haber seguido sus pasos; Lucy se ha centrado más en sus estudios, llegando a ser la mejor de la clase, pero también la más protegida por su padre, por lo que nunca ha tenido novio; y a Mimi, le ha tocado el peor camino de todos, ya que está embarazada de un chico que la violó estando borracho.
Llega su noche de graduación y a pesar de sus diferencias, se reúnen para desenterrar la caja, cumpliendo con su promesa, y juntas recuerdan lo bella que era su amistad inocente, y se preguntan qué les pasó y por qué se distanciaron.
Mimi les dice que está harta de vivir en el mismo sitio, y que va a realizar un viaje para presentarse a una audición, porque quiere ser cantante. Como las chicas tienen problemas, las invita a acompañarlas, pero no aceptan. Finalmente, acceden, ya que Kit quiere reencontrarse con su novio, que ahora es un famoso jugador de básquet y ha tenido que mudarse de ciudad, y Lucy quiere reencontrarse con su madre, cuyo domicilio le queda de camino al destino de Mimi. Ben, un amigo de Mimi, se apunta a la aventura como chófer de las chicas.
De viaje, las chicas recuerdan los momentos que vivieron juntas, y reviven la maravillosa amistad que un día las unió. Tendrán que enfrentarse a sus problemas juntas y, juntas, descubrirán que no siempre todo puede ser como desean.
Al final de la película, las chicas se reúnen en una playa a media tarde, con la intención de volver a enterrar una caja, pero esta vez, no para desear un futuro, sino para enterrar un pasado para siempre.

## Reparto
- Britney Spears como Lucy: Su deseo es encontrar a su madre que la abandonó cuando tenía tres años. Lucy es la más lista del grupo, su padre desea que ella se haga una doctora. También Lucy se enamora de Ben durante el paseo. (versión más joven por Jamie Lynn Spears)
- Dan Aykroyd como Pete Wagner: Padre de Lucy, quiere que su hija sea doctora, y le tiene prohibido hablar de su madre.
- Kim Cattrall como Caroline: Madre de Lucy, la abandonó cuando tenía tres años porque según ella "fue forzada a tenerla por su padre".
- Anson Mount como Ben: Conoce a las chicas la noche de prom, y les ofrece un "aventón". Ben es conocido por ellas como el asesino. Él se enamora de Lucy, y le ofrece que vivan juntos.
- Zoe Saldaña como Kit: La chica más popular de la escuela, su deseo de poder casarse, viaja con las chicas para poder ver a su prometido en Los Ángeles.
- Taryn Manning como Mimi: Es la más joven del grupo y está embarazada. Su deseo es poder tocar el Océano Pacífico. Conoce a Ben por su exnovio. Ella guarda en secreto el nombre del padre de su bebé.
- Justin Long como Henry: Mejor amigo de Lucy en la escuela. En la noche de graduación él y Lucy tratan de tener relaciones sexuales.
- Beverly Johnson como Madre de Kit: Odia que su hija sea fea y gorda, pero lo que más odia es que su propia hija sea más bella que ella.
- Bahni Turpin como Señora Jenson: Maestra de música de Lucy, quiere que Lucy sea cantante ya que es la mejor estudiante.
- Richard Voll como Dylan: Comprometido con Kit, vive en Los Ángeles, violó a Mimi, convirtiéndolo en el padre del bebé. También engaña a Kit con varias mujeres.

## Producción
Aunque algunas escenas fueron grabadas en varios sets de Paramount Studios, la mayoría se filmaron en las ubicaciones reales de los Estados Unidos. Las primeras escenas fueron filmadas en Kentwood (Luisiana), lugar donde Britney pasó su niñez. Para filmar esa escena, los productores tuvieron que cambiar varios nombres de distintas calles, ya que la ciudad es muy tranquila y privada.
El primer avance de Crossroads fue estrenado durante la semana del 31 de diciembre, en el 2001 durante un programa especial de año nuevo en "MTV", y para el mes de enero el avance fue lanzado al internet. La versión original en alta definición del avance de la película estuvo publicada en la página oficial del filme y la página de Paramount Pictures.

### Guion
En junio del 2001, Shonda Rhimes dijo que acababa de terminar un guion llamado Friends are Forever y que su personaje principal sería interpretado por la cantante Britney Spears. Cuando le preguntaron de qué trataría la historia del filme, ella dijo que era de varias jóvenes en busca de sus sueños. Britney Spears anunció por su página web que su filme debut sería estrenado en el 2003, pero ya que iba a lanzar su álbum Britney a finales del 2001, decidió adelantar la producción de la película para poder lanzarla a principios de 2002. Shonda Rhimes tuvo que hacer algunos cambios en la historia y la terminó en el mes de agosto. 

### Dirección
En el mes de julio del 2001, la producción anunció que Nora Ephron sería la directora del filme, pero para el mes de agosto Tamra Davis fue anunciada como nueva directora; a la fecha, no se ha publicado el motivo del cambio de dirección. MTV News declaró que Ephron tenía problemas personales y no habría podido filmar la película, pero tras de varios rumores, el cambio de directoras ha sido nombrado uno de los mejores secretos de Hollywood por E! 101 Greatest Hollywood Secrets.

### Música
La música original fue escrita por Geoff Alexander, y la mayoría de las canciones usadas son del álbum Britney por la cantante Britney Spears, Madonna le dio permiso a producción en usar su éxito Open Your Heart sin costo alguno.

### Publicidad
Paramount Pictures y MTV films lanzaron una campaña publicitaria que consta de la publicación de más de ocho comerciales; cinco de ellos estadounidenses (en inglés) y dos de ellos internacionales (en español), también la compañía lanzó 1 póster y vendió 20 pósteres en el famoso sitio de Internet eBay. También el reparto hizo varias entrevistas en programas estadounidenses y mexicanos.

### Localizaciones
De acuerdo con el contenido adicional en el DVD, Crossroads fue filmada en exactamente 40 días en Los Ángeles y Malibú, California; Santa Clarita; Studio City; Nueva Orleans, Luisiana y Kenner.

## Recepción
El filme fue exhibido por primera vez en el Teatro Hollywood de Nueva York el 11 de febrero de 2002, para coincidir con la misma fecha en la que el filme está basado. El estreno general fue solamente cuatro días más tarde, el 15 de febrero del mismo año. 
La película tuvo resultados económicos sustanciosos, recaudando $14,527,187 dólares en su estreno inicial en los Estados Unidos de América. La reacción general de la crítica fue mixta en general, con la crítica de E! Online describiéndola como «espléndida, muy emocionante»; más tarde el crítico Roger Ebert diría, «es un gran musical para las pequeñas, y Britney hace un buen trabajo, pero los adultos se aburrirán en el cine, sin duda Britney luce fantástica». Otras revistas fueron menos entusiastas: The New York Post la evaluó solo como «un filme aburrido y estúpido». El crítico John Anderson de Los Angeles Times en su revisión escribió «Britney Spears hace un gran trabajo, mejor que varias otras cantantes como Madonna, Mandy Moore y Mariah Carey, además es una gran película para los pequeños fanes de la intérprete.». En la revisión de Mick LaSalle para el San Francisco Chronicle en el 2007, el crítico dijo que «es fascinante en su propia manera, pero era mejor que varios filmes para adolescentes en la última década.». Varios críticos atacaron a Britney Spears por su actuación, como el programa USA Today que aseguró que «la película hubiera sido brillante, si solamente Spears no estuviera en ella, fanes y críticos estarán decepcionados». En la página Rotten Tomatoes la película tiene un 15% de críticas positivas.
John Anderson de Los Angeles Times comentó "Spears se defiende tan bien como cualquiera, en una película tan artificiosa y floja como ésta". Chris Kaltenbach de The Baltimore Sun dijo, "ve a ver Crossroads si quieres oír cantar a Britney o verla vestida con casi nada. Pero, por lo demás, evita este choque de trenes a toda costa". Lisa Schwarzbaum de Entertainment Weekly hizo una crítica positiva de la película, comentando que Crossroads "no sólo hace un uso excelente de las habilidades interpretativas dulcemente coléricas de la cantante, sino que también promueve un conjunto estandarizado de valores robustos sin nada del desesperado Glitter de Mariah Carey, ni nada de la papilla gomosa de Mandy Moore en Un paseo para recordar".  Jane Crowther, de BBC, calificó la película con 3 de 5 estrellas, aplaudió las interacciones de Cattrall y Aykroyd con los personajes, y dijo que "Spears consigue aparecer en la película como natural, entrañable y extremadamente simpática".
Robert K. Elder, del Chicago Tribune, dijo que "Spears ofrece una actuación con la misma sinceridad que invierte en un anuncio de Pepsi, sólo que esta película contiene el doble de calorías azucaradas", mientras que la escritora de New York Daily News Elizabeth Weitzman señaló: "Esto es lo que Cruce de caminos no tiene: Una dirección cohesionada por parte de Tamra Davis, diálogos inteligentes, una trama comprensible". Maitland McDonagh de TV Guide comentó que "los mensajes melindrosos de la película sobre el empoderamiento femenino caerán casi con toda seguridad en saco roto, ya que incluso los niños de 11 años saben que el poder de Spears reside en gran medida en su torso tenso".  Claudia Puig de USA Today la consideró "menos una película que un viaje por carretera aburridísimo", mientras que la reportera de The Washington Post Ann Hornaday dijo: "no es un vídeo musical, ni una película, sino más bien un anuncio extendido del producto Britney".
Jane Dark, de Village Voice, comparó Cruce de caminos con Mariah Carey en Glitter, diciendo: "pasas mucho tiempo preguntándote: "¿Mejor o peor que Glitter?". Piensas que si el proyeccionista subiera un poco el volumen podrías meterte en la película".

En 2010, Time la nombró una de las 10 peores chick flicks.
En 2021, Pamela Hutchinson escribió una revaluación crítica en The Guardian, señalando que las "críticas negativas contemporáneas retrocedieron ante la astucia de la película como vehículo estelar: la forma en que construye y refuerza la personalidad comercial de Spears, desde su virginidad hasta su ética de trabajo". Hutchinson argumentó que "Crossroads fue diseñada para representar lo que Britney Spears significaba para sus jóvenes fans, una mano a la que agarrar en el campo minado del crecimiento. Por eso su entrañable seriedad brilla en cada escena deliberadamente poco irónica".

## Premios y nominaciones

### Premios Razzie
En los Razzie de 2002, entregados un día antes de los Premios Óscar, Crossroads ganó dos premios: Peor Canción Original para "I'm not a girl, not yet a woman", y Peor Actriz para Britney Spears, el cual fue compartido con Madonna por la película Swept Away. Crossroads también fue nominada para otros seis premios, incluyendo Peor Película, Peor Dirección para Tamra Davis, y Peor Guion.
| Categoría                          | Persona                         | Resultado |
| ---------------------------------- | ------------------------------- | --------- |
| Peor película                      | Paramount Pictures              | Candidato |
| Peor director                      | Tamra Davis                     | Candidato |
| Peor guion                         | Shonda Rhimes                   | Candidato |
| Peor actriz                        | Britney Spears                  | Ganadora  |
| Peor pareja en pantalla            | Britney Spears y Anson Mount    | Candidato |
| Más flatulenta - película dirigida | Paramount Pictures              | Candidato |
| Peor canción original              | I'm not a girl, not yet a woman | Ganador   |
| Peor canción original              | Overprotected                   | Candidato |

### Otros reconocimientos
- En el 2002, Crossroads fue nominada para los MTV Movie Awards para:
  - Mejor Actriz Revelación: Britney Spears
  - Mejor Vestida: Britney Spears

- En el 2002, Crossroads también fue nominada para los Teen Choice Awards para:
  - Mejor Actriz Drama o Comedia: Britney Spears
  - Mejor Pareja: Britney Spears y Anson Mount

## Banda sonora
La película presentó tres canciones de Britney Spears de su álbum Britney: "Overprotected", "I'm Not A Girl, Not Yet A Woman" y "I Love Rock 'N' Roll". Se lanzó un CD de la banda sonora original con seis canciones tomadas de la película.

## Recaudación
Crossroads logró posicionarse en el número uno en más de trece países.
La película figuró con fuerza en la mayoría de los países, más tuvo el éxito esperado en algunos países de América Latina y Europa. En México crossroads es la película extranjera para adolescentes más taquillera en la historia. También logró ser la película más taquillera en Japón gracias a la popularidad de Britney Spears. En el Reino Unido logró ser la película más taquillera por un debut de una cantante, pues recaudó 7,7 millones de dólares. Internacionalmente recaudó más de 23,9 millones de dólares, impresionante por un debut. En Estados Unidos el filme recaudó poco más de 37,1 millones de dólares por un total de 62 millones de dólares.

## Clasificación
Originalmente, tuvo una clasificada R en los Estados Unidos, por lo que los editores tuvieron que cortar varias escenas para que la película fuera clasificada PG-13. La película ha sido clasificada como: PG-13 en Estados Unidos; B en México, a causa de algunos comentarios y escenas sexuales y por adolescentes bebiendo, y PG en Irlanda por lenguaje adulto.

### América
| - Estados Unidos: PG-13 - Brasil: Livre - Canadá: PG - México B - Hispanoamérica B- - Rusia: PG - China: 17 - Corea del Sur: 15 - Japón: IIA - Australia: M - Nueva Zelanda: 10 | - Alemania: 6 - Austria: 15 - Bulgaria: KT - Dinamarca: MG6 - España: 7 - Finlandia: S - Grecia: K-13 - Italia: PG-13 - Reino Unido: PG - Suecia: 7 |

## DVD
El DVD y VHS de Crossroads fueron lanzados en Estados Unidos y Canadá el 23 de julio del 2002. Tamra Davis, escribió en el blog de MySpace que para el 2012 le gustaría lanzar una edición sin clasificar, versión limitada, con más futuros especiales, esto si Paramount y Britney están de acuerdo.